# Jessica May (Schauspielerin)

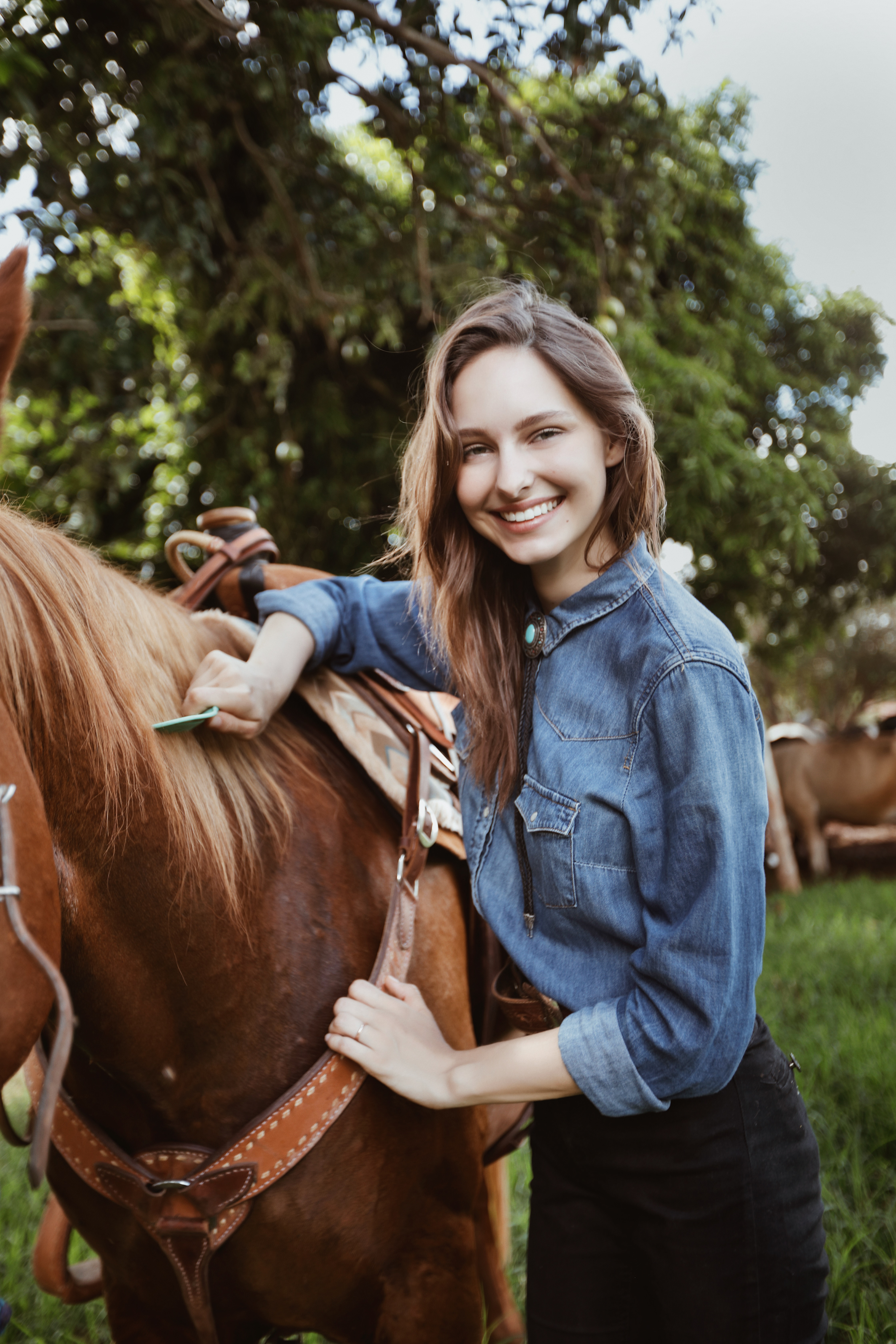
Jessica May

Jessica May (anhörenⓘ, * 5. Dezember 1993 in Paranacity als Jessica May Drociunas) ist eine brasilianisch-türkische Schauspielerin und Model. Ihren Durchbruch hatte sie in der Serie Yeni Gelin und in dem Film Dert Bende.

## Leben und Karriere
Jessica May wurde am 5. Dezember 1993 in Paranacity geboren. Sie ist Tochter einer Lehrerin und eines Bauern. Bevor May ihr Schauspielkarriere in der Türkei anfing, lebte sie bis zu ihrem 15. Lebensjahr auf einer Farm und arbeitete in São Paulo.
Mays erster Auftritt 2017 war in der Fernsehserie Yeni Gelin. Die Serie hatte insgesamt 63 Folgen. Später trat May 2019 in dem Kinofilm  Dert Bende auf. May lief auf der Mercedes-Benz Fashion Week in Istanbul über den Laufsteg.
2020 spielte sie in der Serie "Maria ile Mustafa" auf ATV (Türkei).

## Privates
May heiratete am 30. Juni 2018 den türkischen Fotografen Hüseyin Kara. Die türkische Staatsbürgerschaft bekam May im Jahr 2022.

## Filmografie
Filme
- 2019: Dert Bende
- 2022: Katakulli

Serien
- 2017–2018: Yeni Gelin
- 2020: Maria ile Mustafa
- 2022: Yalnız Kurt

## Sendungen
- 2017: Beyaz Show
- 2017: Şeffaf Oda
- 2018: Mesut Yar ile Çok Aramızda
- 2018: Şule ile Vitrindekiler
- 2018: Demet Akbağ ile Çok Aramızda
- 2018: Güldür Güldür
- 2019: Tam Senlik
- 2019: Arda ile Omuz Omuza
- 2019: Eser Yenenler Show
- 2019: Cengiz Semercioğlu ile Bu Gece
- 2019: Muhabbet Kralı
- 2019: Uykusuzlar Kulübü
- 2020: Gece Kafası
- 2020: Çarkıfelek

## Werbespots
- 2016: Turkish Airlines
- 2018: Özdilek[8]

## Auszeichnungen

### Gewonnen
- 2017: Altın Badem Ödülleri in der Kategorie „Beste Schauspielerin“
- 2017: Moon Life Dergisi Ödülleri in der Kategorie „Lobenswerte Schauspielerin in einer Serie“
- 2018: İstanbul Üniversitesi Altın 61 Ödülleri in der Kategorie „Beste Schauspielerin“[9]
- 2018: 23. MGD Altın Objektif Ödülleri in der Kategorie „Beste Schauspielerin in einer Komödie“
- 2019: Okan Üniversitesi Yılın Enleri in der Kategorie „Beste ausländische Schauspielerin“[10]
- 2019: Altın Palmiye Ödülleri in der Kategorie „Beste Schauspielerin“[11]

### Nominiert
- 2018: 45. Altın Kelebek Ödülleri in der Kategorie „Beste Schauspielerin in einer Komödie“